# Tachograaf
Een tachograaf is een apparaat dat de snelheid van een voertuig of vaartuig meet en vastlegt. Dit wordt vaak gebruikt bij vrachtwagens en binnenvaartschepen om te controleren of chauffeurs en schippers en soms buschauffeurs zich aan de regels houden met betrekking tot rij- (vaar-) en rusttijden, zie
- Tachograaf (wegvervoer)
- Tachograaf (scheepvaart)